# Dorothy Hyuha
Dorothy Samali Hyuha là một nhà ngoại giao, nhà giáo dục, và chính trị gia người Uganda. Bà là Cao ủy (Đại sứ) của Uganda tại Malaysia. Trước đây bà từng là Bộ trưởng không có danh mục đầu tư trong Nội các của Uganda. Từ năm 2006 đến năm 2011, Hyuha giữ chức Nghị sĩ phụ nữ quận Butaleja trong Quốc hội Uganda. Trong cùng thời gian đó, bà đồng thời giữ chức phó tổng thư ký của đảng chính trị Phong trào Kháng chiến Quốc gia (NRM).

## Bối cảnh và giáo dục
Bà sinh ra ở quận Butaleja vào ngày 4 tháng 7 năm 1962.  Hyuha tốt nghiệp năm 1985 với bằng Cử nhân Khoa học với Bằng tốt nghiệp Giáo dục của Đại học Makerere.  Sau đó, bà đã lấy được bằng Thạc sĩ Giáo dục năm 1995, cũng từ Đại học Makerere. 

## Sự nghiệp
Hyuha lần đầu tiên được bầu vào Quốc hội Uganda vào năm 1996 với tư cách là đại diện của quận Tororo, cương vị bà giữ cho đến năm 2006. Sau khi quận Butaleja được tách ra khỏi quận Tororo vào năm 2006, bà đã giành được ghế quốc hội của đại diện phụ nữ cho quận Butalehja với tư cách đại diện của đảng NRM. Bà giữ vị trí đó cho đến khi mất ghế vào năm 2011 cho Cerinah Nebanda. Từ năm 2009 đến năm 2011, bà là Bộ trưởng không Bộ. Vào tháng 8 năm 2012, Hyuha được bổ nhiệm làm Cao ủy của Uganda tại Tanzania, và bà phục vụ cho đến tháng 8 năm 2017 và được chuyển đến Malaysia với vai trò tương tự. Bà hiện tại đang phục vụ tại Cao ủy Cộng hòa Uganda tại Malaysia.

## Thông tin cá nhân
Hyuha là thành viên của đảng chính trị NRM cầm quyền. Bà đã kết hôn với Daniel Hyuha, người qua đời vào tháng 12 năm 2014 ở tuổi 68. Họ sở hữu ba ngôi nhà ở quận Butalja.